# Trstín
Trstín (allemand : Röhrbach bei Schmollnitz ) est un village de Slovaquie situé dans la région de Trnava.

## Histoire
Première mention écrite du village en 1256.

## Démographie

### Évolution de la population
| Année:               | 1994. | 2004.   | 2014.   | 2024.   |
| -------------------- | ----- | ------- | ------- | ------- |
| Nombre de personnes: | 1278  | 1313    | 1416    | 1369    |
| Différence:          |       | +2,73 % | +7,84 % | -3,31 % |

| Année:               | 2023. | 2024.   |
| -------------------- | ----- | ------- |
| Nombre de personnes: | 1372  | 1369    |
| Différence:          |       | -0,21 % |